# Aralia malabarica
Aralia malabarica är en araliaväxtart som beskrevs av Richard Henry Beddome. Aralia malabarica ingår i släktet Aralia och familjen Araliaceae. Inga underarter finns listade.